# Levhart cejlonský
Levhart cejlonský (Panthera pardus kotiya) je poddruh levharta, který se vyskytuje pouze na Srí Lance. Jedná se o poměrně velkou subspecii s výrazným pohlavním dimorfismem. Ve svém biotopu jde o vrcholového predátora, který se živí živočichy až do velikosti mladého buvola. Ve volné přírodě žije asi 800 zvířat a poddruh je podle norem IUCN veden jako ohrožený. Hlavní hrozbou pro tuto kočkovitou šelmu je nelegální lov.

## Popis a taxonomie
Levharti cejlonští jsou obvykle o něco větší než jejich příbuzní v Indii. Je u nich vyvinutý výrazný pohlavní dimorfismus co se velikosti týče. Dospělé samice váží okolo 30 kg, zatímco samci v průměru 56 kg, přičemž nejsou výjimkou i 75 kg velcí jedinci. Největší zaznamenaný kus vážil cca 90 kg (samec z Yala z roku 2003). Délka těla včetně ocasu se pohybuje od 180 do 240 cm, délka lebek od 173 do 217 mm. Řadí se tak k největším poddruhům Panthera pardus. Srst má barvu rezavě hnědou s hustě posazenými černými skvrnami.
Levhart je v sinhálštině nazýván kotiya (či kutiya, කොටියා), což je i jeho trinomické jméno, a v tamilštině chiruththai (சிறுத்தை). Častěji než kotiya se v současnosti používá výraz diviyā (දිවියා), neboť slovo kotiya značí spíš tygra. Poddruh popsal Dr. Paulus E. P. Deraniyagala v roce 1956 na základě porovnání s levhartem indickým (Panthera pardus fusca). Cejlonský má menší lebku a jinak zbarvenou srst. Vyzdvihl i rozdíl v chování – cejlonský levhart bývá méně agresivní. Existenci samostatného poddruhu potvrdil v 90. letech 20. století i výzkum DNA, který nicméně zredukoval počet levhartích subspecií na 8 (1996), resp. 9 (2001), přičemž ještě v 80. letech jich bylo udáváno téměř 30. K oddělení levharta cejlonského od indického došlo zhruba před 10 000 lety na konci pleistocénu.

## Biotop a rozšíření
V dřívějších dobách byl levhart cejlonský rozšířený téměř po celém ostrově, ale postupně se jeho výskyt fragmentoval. Stopy jeho existence byly zaznamenány na zhruba 50 % plochy ostrova, nicméně ověřeno je, že dospělí jedinci schopní rozmnožování žijí na 11 000 km² čili asi na 1/6 Srí Lanky. V současnosti se jeho největší populace nachází v Yala National Park na jihovýchodě a Wilpattu National Park na severozápadě. Ačkoliv levharti preferují život v různých typech lesů, jsou schopni existovat v nezalesněné (savany) i v lidmi silně pozměněné krajině (plantáže). Jsou natolik přizpůsobiví, že žijí i na okrajích větších sídel např. města Kandy.

## Populace
Ačkoliv bylo provedeno několik výzkumů, odhady populace se různí. IUCN předpokládá, že celkový počet jedinců se pohybuje mezi 700–950. Jiné zdroje udávají 500–900 či dokonce 200–2 000. Velká část toho počtu žije v nějakým způsobem chráněných oblastech (národní parky, chráněné oblasti, rezervace atd.). Na některých územích je poměrně vysoká hustota jejich výskytu (Block I of Ruhuna, rezervace Yala udává téměř 18 kusů na 100 km²). Žádná subpopulace však není větší než 250 jedinců. Populační trend je úbytek, a to hlavně v důsledku lovu jak komerčního, tak po konfliktech s lidmi.
Dalších přibližně 70 levhartů žije v zajetí po celém světě, včetně českých ZOO Brno, ZOO Jihlava a ZOO Ostrava. Na Slovensku je chován v Zoo Bratislava.

## Biologie
Levhart cejlonský je samotářský lovec. Je aktivní především v noci, ale nikoliv výhradně. Na Srí Lance jde o vrcholového predátora bez přirozených nepřátel (kromě člověka). Loví především jeleny axise (Axis axis), muntžaky (Muntiacus muntjak), dikobrazy (Hystrix indica) a sambary (Cervus unicolor). K jeho další kořisti patří divoká prasata (Sus scrofa), zajíci (Lepus nigricollis), hulmani rudolící (Trachypithecus vetulus), kančilové (Moschiola meminna), makakové (Macaca sinica), veverky, ptáci a plazi. Dokáže zabít i mladé buvoly (Bulbalus). Domácí zvířata napadá velmi vzácně, v zásadě jen když nemůže najít přirozenou kořist. Např. podle nedávného průzkumu z oblastí centrální Srí Lanky nebylo v jeho kořisti zaznamenáno jediné domácí zvíře, ale oblast a vzorek byl příliš malý, než aby šlo zobecňovat. Pokud už útočí na domácí zvířata, je jeho oblíbenou kořistí pes.
Chováním se cejlonský poddruh poněkud liší od svých bratranců z jiných míst Asie a Afriky. Není příliš plachý (zvláště samci), před člověkem prchá méně často než jiní levharti. Má se za to, že není tak teritoriální, neboli je poněkud tolerantnější k jedincům svého poddruhu. Málokdy si tahá kořist na stromy, neboť na ostrově se nevyskytují konkurenti, kteří by mu jí mohli ukrást. Levhart cejlonský žije bez soupeření s jinými velkými kočkami cca 16 500 let, kdy jsou zaznamenány poslední fosilní stopy existence tygrů, přičemž asi před 37 000 lety zmizeli ze Srí Lanky lvi. Na ostrově nežijí ani hyeny, vlci a dhoulové, což rovněž ovlivňuje chování levhartů směrem k vyšší „sebedůvěře“. Jedinými potravními konkurenty těchto koček tak mohou být občas medvědi pyskatí a ojedinělými predátory krokodýli mořští.
Rozmnožování může probíhat celoročně, ale častější je v období mezi dubnem a červnem. Doba březosti je 90–113 dní. Vrh tvoří nejčastěji 2 mláďata (vzácněji 3). Ty zůstávají s matkou 1,5–2 roky. Pohlavní zralosti dosahují po 2–2,5 letech. Délka života v divočině je 10–15 let, v zajetí to může být až 22.

## Hrozby

### Historie
Podle záznamů se zdá, že levharti začali být ve větší míře zabíjeni až od doby britské okupace Srí Lanky. Byli považováni za škůdce a za jejich kůže se vyplácela odměna. Jen v letech 1872–1899 bylo usmrceno 8 873 levhartů. Toto zabíjení pokračovalo i ve 20. století, tentokrát hlavně jako „sport“. Například v Britském muzeu přírodní historie je 8 lebek levhartů, které skolil jediný lovec během osmi měsíců začátkem 20. století. Je s podivem, že i přesto si levharti podrželi vnitrodruhovou genetickou variabilitu.

### Současnost
Největší hrozbou pro levharty je stále lov. Pytláci s částmi těl levhartů dále obchodují především v Indii. Jako mnoho jiných zvířat jsou i tyto kočky používány na přípravu „léků“ v tradiční čínské medicíně. Dalším problémem jsou občasné střety s lidmi a jejich domácími zvířaty, které mají za následek pronásledování a zabití těch levhartů, kteří si dovolili poškodit lidi a jejich majetek (často za použití pastí a otrávených návnad). Tyto incidenty nejsou však tak časté a ani lidožroutství ostrovních levhartů není tak běžné jako v Indii: za posledních 50 let zemřely po útocích těchto koček jen dvě ženy. Mimo národní parky ještě zvířata ohrožuje ničení životního prostředí a tím i ubývání přirozené kořisti. Hlavním problémem v tomto směru je úbytek lesů a fragmentace přirozeného prostředí v souvislosti s růstem lidské populace (cca 20 mil. v roce 2012). Turismus má dvě strany. Sice může levharty vyrušovat hlavně v době páření, ale na druhou stranu přináší do země peníze, které pak následně mohou být využity při jejich ochraně, neboť právě tyto šelmy jsou jedním z lákavých cílů pro turisty.

## Ochrana
Levharti jsou v současnosti chráněni podle nařízení „Flora and Fauna Ordinance of Sri Lanka“ (FFPO, 1992), kdy za zabití nebo prodej těchto koček a jejich částí hrozí velká pokuta či odnětí svobody až na 5 let.

## Galerie

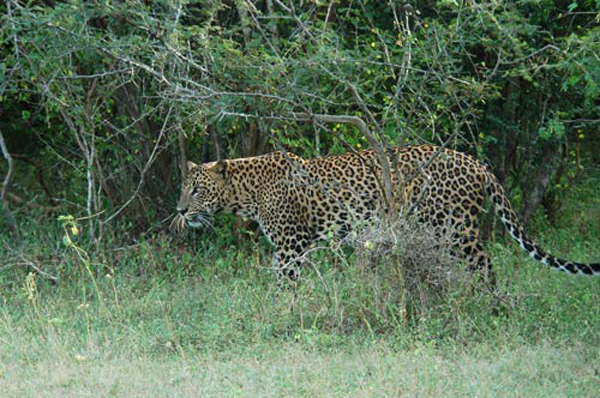
Srílanský levhart v křovinatém biotopu
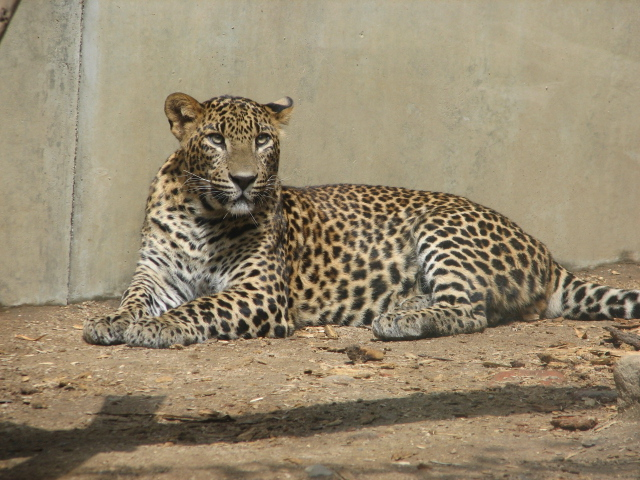
Odpočívající jedinec v ZOO Jihlava
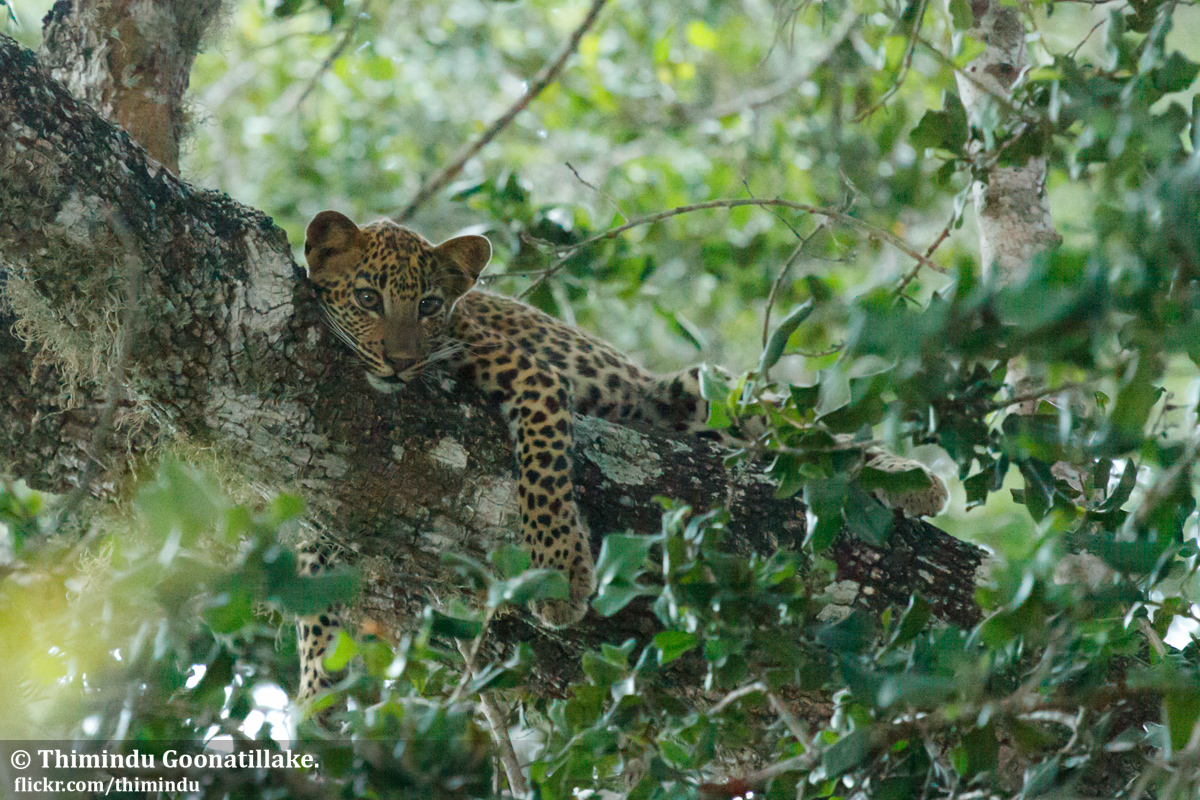
Mládě v typické levhartí poloze na větvi stromu
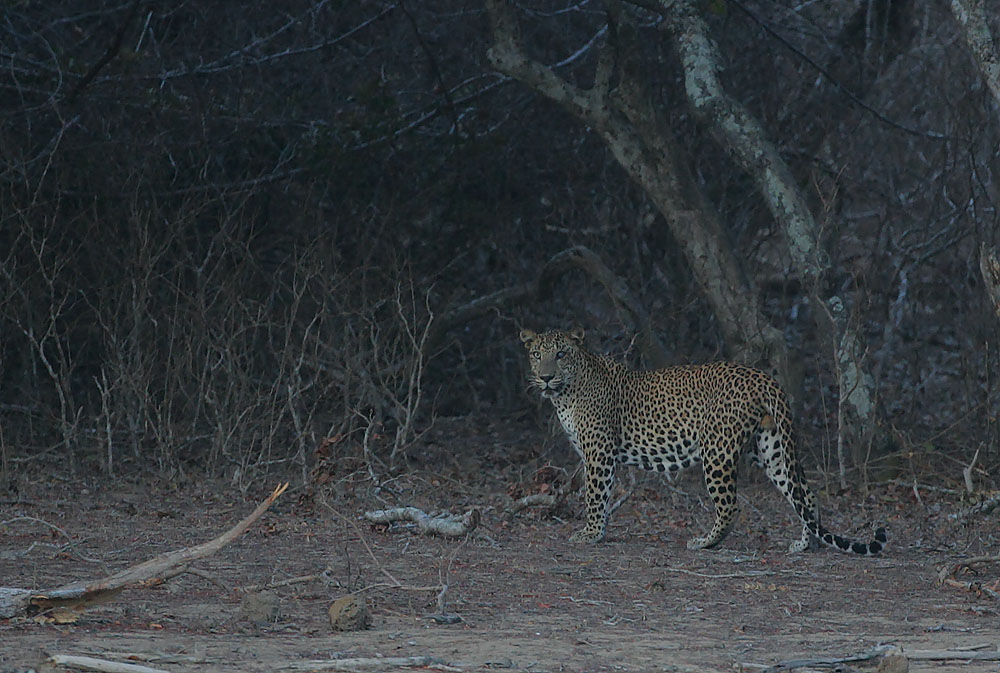
Samec s poškozeným levým okem
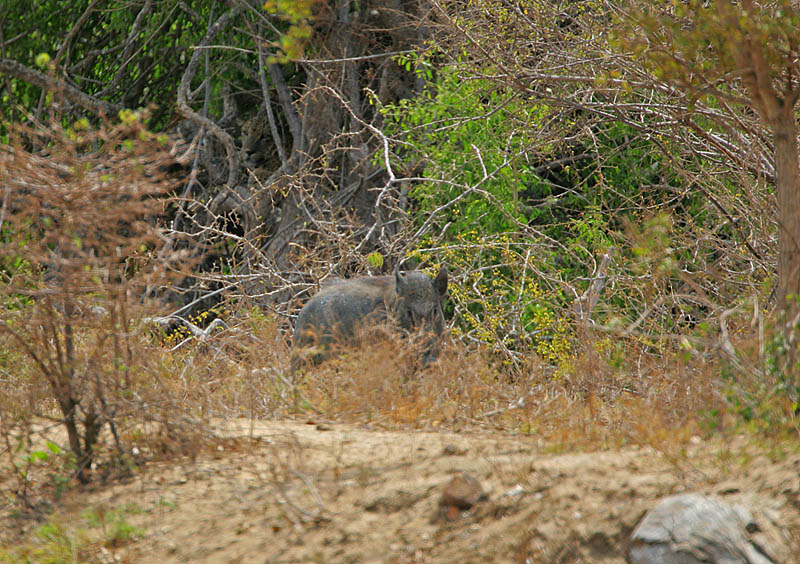
Divoké prase pod bedlivým dohledem schovaného levharta (Yala National Park)
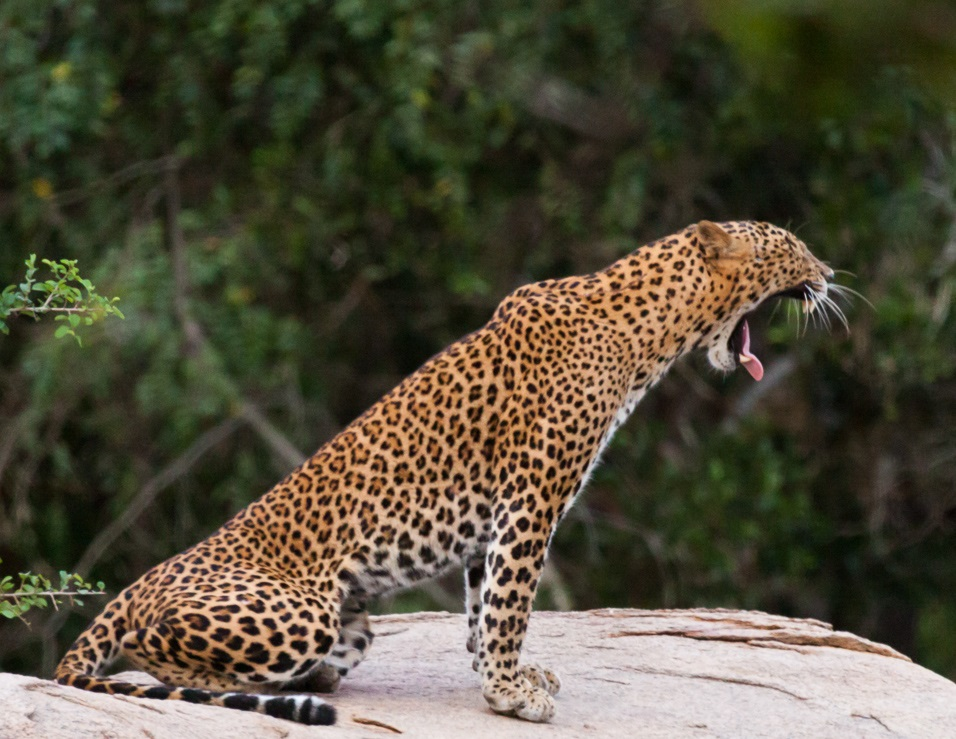
Zívající samice (Yala National Park)
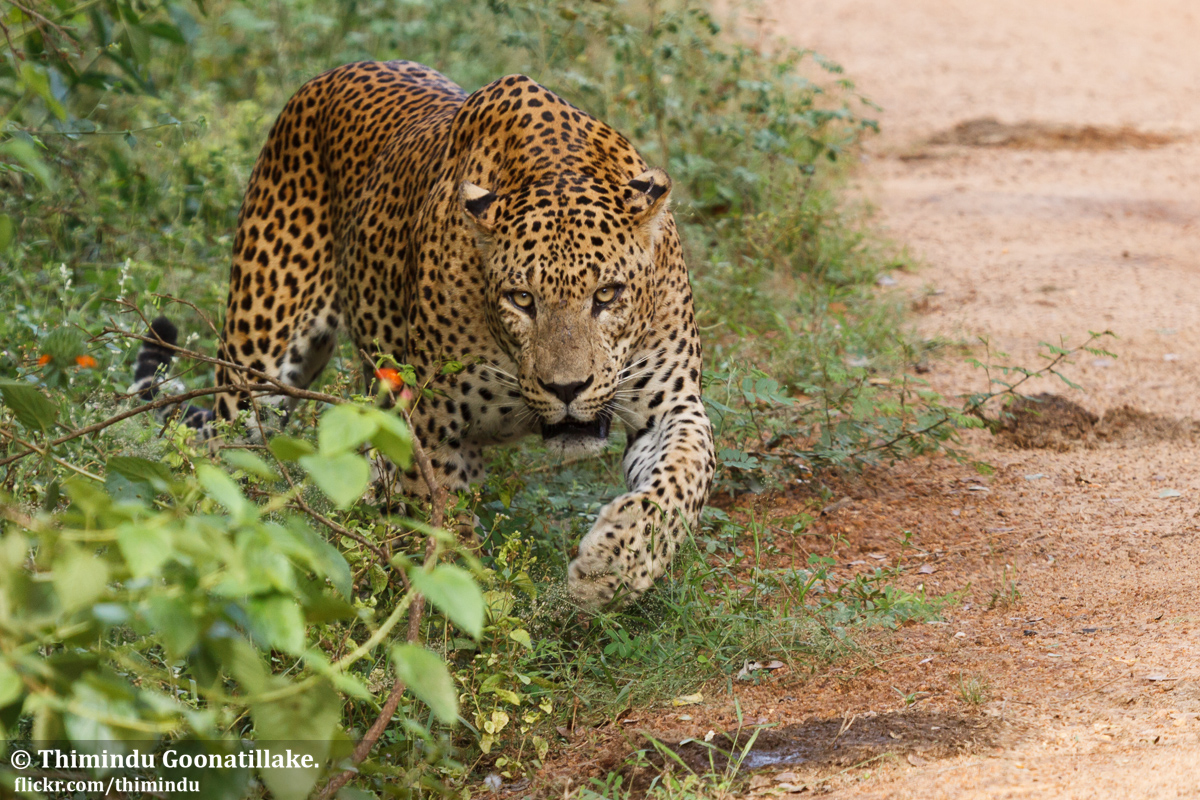
V Yala NP je množství příležitostí vyfotit si levharty v jejich přirozeném prostředí
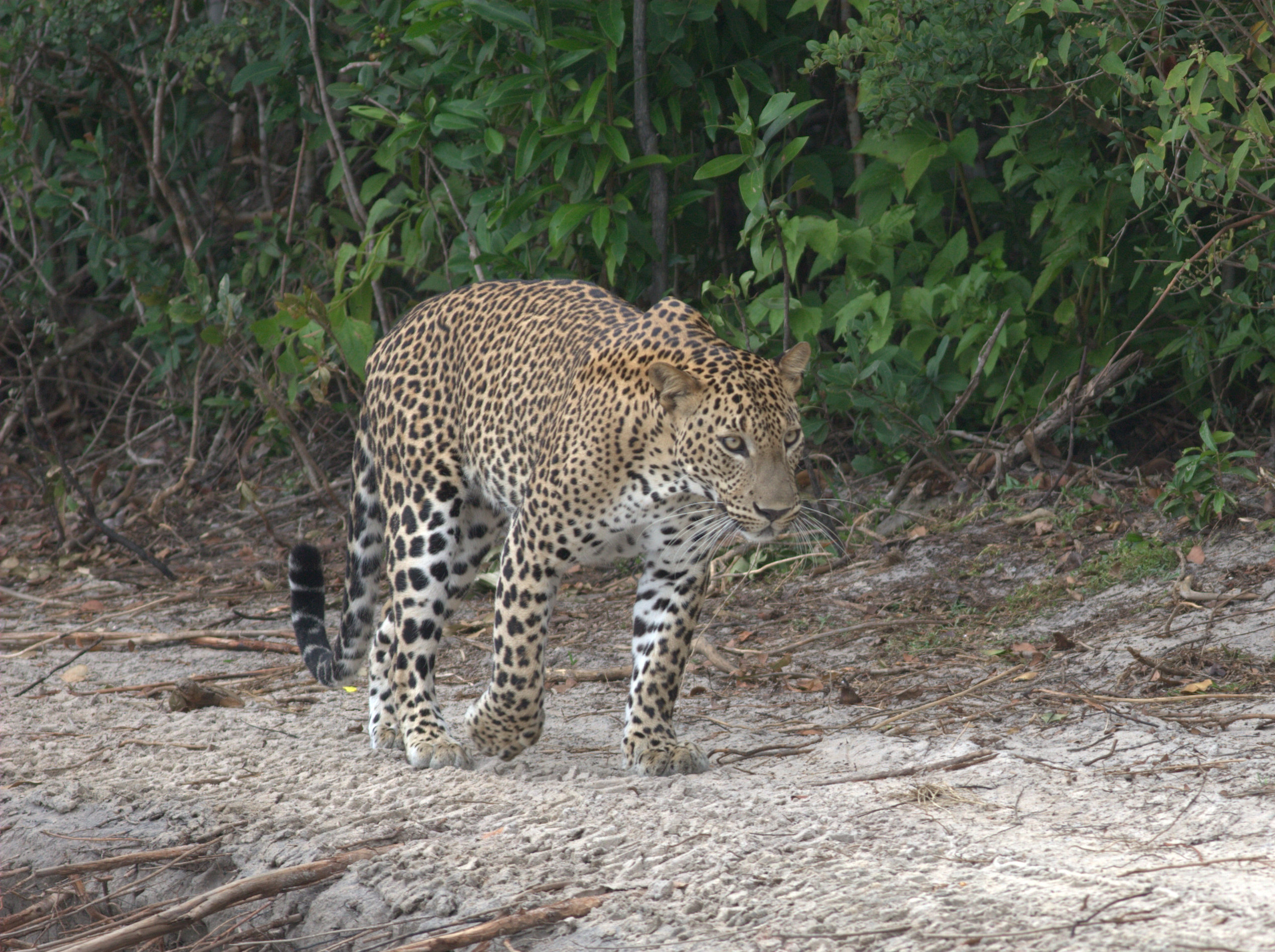
Wilpattu National Park je rovněž místem, kde se nachází poměrně hodně levhartů cejlonských
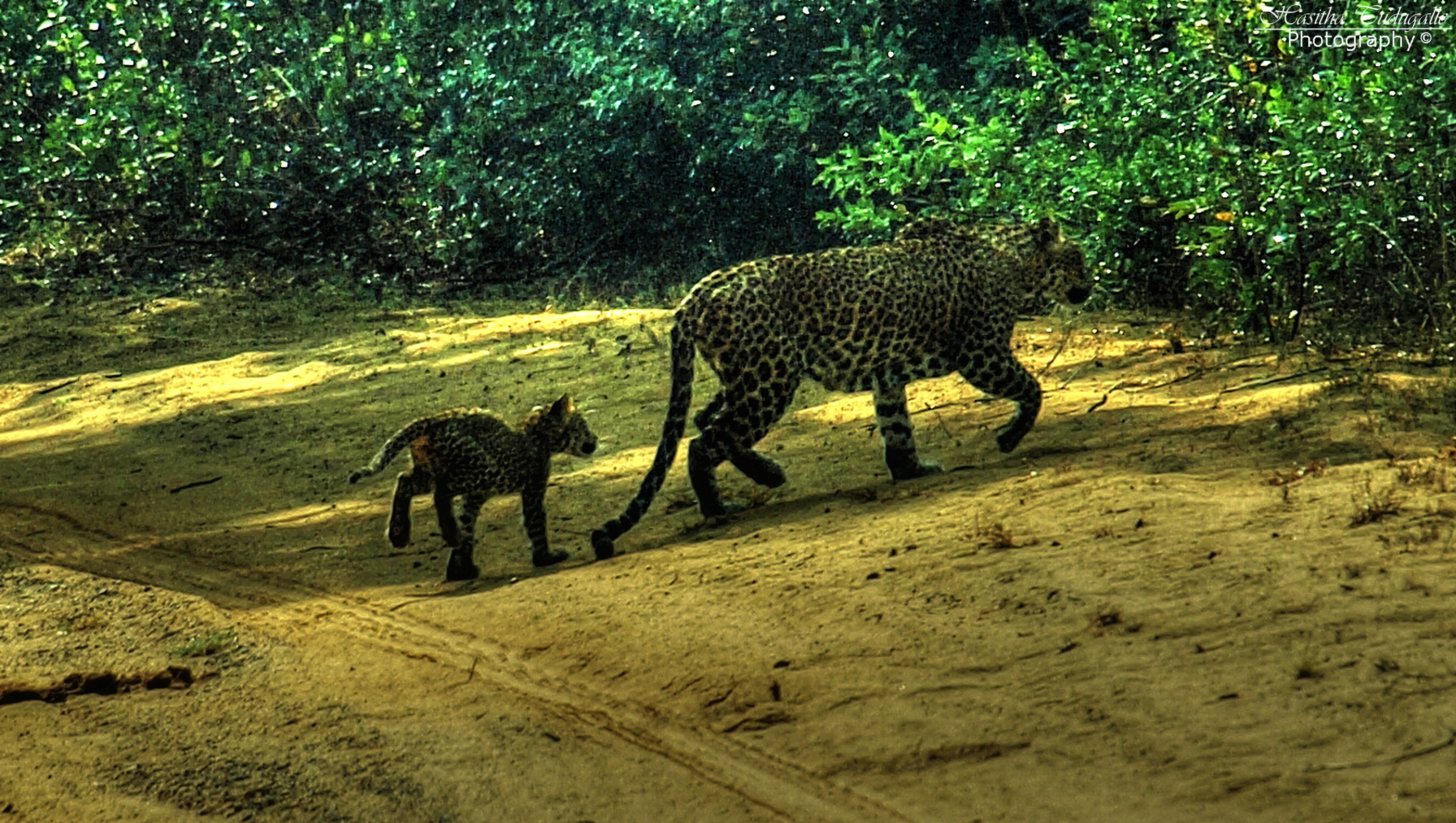
Samice s mládětem ve Wilpattu National Park
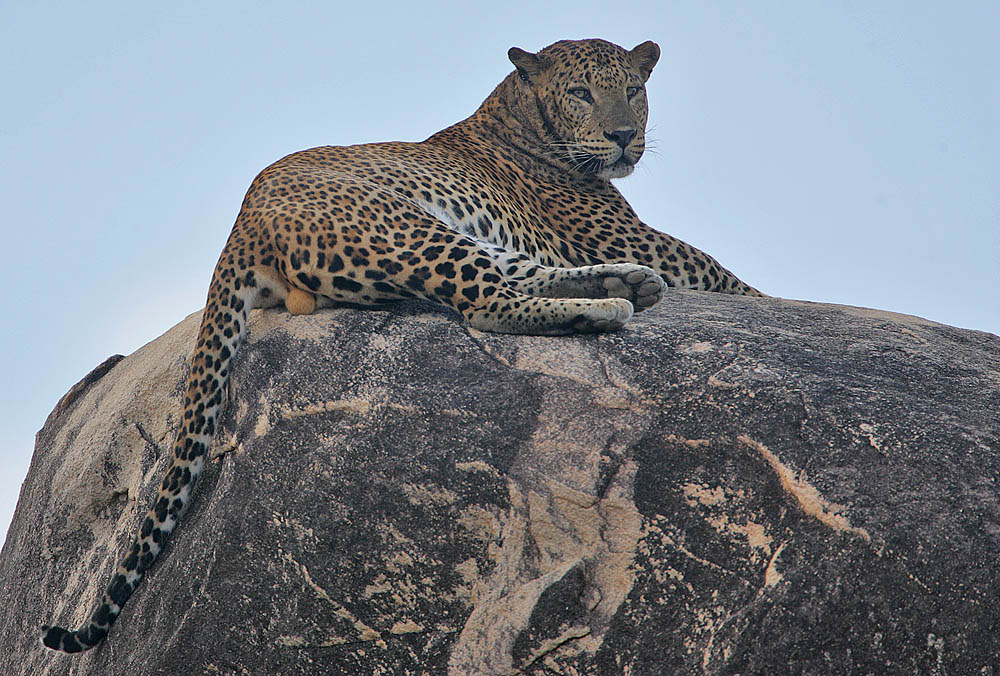
Samec na skále u přístavu Hambantota na jihu Srí Lanky